# Listă de programe de televiziune umoristice din România
Aceasta este o listă de programe TV umoristice (emisiuni și seriale TV de comedie) din România difuzate pe diferite canale de televiziune din România (Pro TV, Antena 1, Kanal D, Prima TV etc.) într-un interval de timp, clasificate în ordine cronologică, în anii când au avut loc premierele și debutul lor.

## Anii 1990

### 1999
- Serviciul Român de Comedie (Pro TV, 1999–2001, 2009–2011: Divertis - Land of Jokes, 2009–2014: Divertis - Serviciul Român de Comedie; Antena 1, 2001–2008, 2014: Happy Show și SRC - Fun Factory; TVR 1, 2011–2013: Distractis Show; Digi 24, 2015–2016: Superjurnal)[1][2][3][4][5][6][7][8][9][10]

- Vacanța Mare (Pro TV, 1999–2007; Kanal D, 2007–2009, 2015–2019)[11][12][13]

## Anii 2000

### 2000
- Copiii spun lucruri trăsnite (Prima TV, 2000–2013; YouTube, 2021–2022: Copiii spun... cu Virgil Ianțu; TVR 1, 2022–prezent: Copiii spun...)[14][15][16][17][18][19]

- Cronica cârcotașilor (Prima TV, 2000–prezent)[20][21][22]

### 2002
- Banc Show (Prima TV, 2002–2017; Prima Comedy, 2023–prezent)[23][24][25]

- La bloc (Pro TV, 2002–2008)[26][27][28][29][30][31]

### 2003
- Trăsniții (Prima TV, 2003–2020) - cel mai longeviv sitcom din România[32][33][34][35]

### 2006
- Mondenii (Prima TV, 2006–2014)[36][37]

### 2007
- Războiul sexelor (Acasă TV, 2007–2008)[38][39][40]

### 2008
- Arestat la domiciliu (Pro TV, 2008)[41]

### 2009
- În puii mei! (Antena 1, 2009–2018)[42][43][44][45]

## Anii 2010

### 2011
- Pastila de râs (Kanal D, 2011–prezent)[46][47]

### 2012
- Las Fierbinți (Pro TV, 2012–prezent)[48][49][50][51][52][53]

- Spitalul de demență (Pro TV 2012–2013)[54][55][56][57]

- Tanti Florica (Pro TV, 2012–2013)[58][59][60][61]

### 2013
- iComedy (Antena 1, 2013–2014)[62][63][64]

- Românii au artiști (Antena 1, 2013)[65][66]

- Teatru TV (Antena 1, 2013)[67][68]
- Totul e permis (Antena 1, 2013–2014)[69][70][71][72]

### 2014
- Chef de râs (Antena 1, 2014–2017)[73][74]

- Epic Show (Prima TV, 2014, 2020)[75][76][77][78]

- Jurnalul unui burlac (Prima TV, 2014–2016)[79][80]

### 2016
- Atletico Textila (Pro TV, 2016–2017)[81][82][83][84][85][86]

- Băieți de oraș (Antena 1, 2016–2018)[87][88][89][90]

- iUmor (Antena 1, 2016–2024)[91][92][93][94][95][96]

### 2017
- Ai noștri (Pro TV, 2017)[97][98][99][100]

### 2018
- Triplusec (Pro TV, 2018)[101][102][103][104]

### 2019
- Antitalent (Antena 1, 2019)[105][106][107][108]

- Liber ca pasărea cerului (Antena 1, 2019)[109][110][111][112]

- Mangalița (Antena 1, 2019–2020)[113][114][115][116]

- Moldovenii (Kanal D, 2019–2020)[117][118][119][120]

- Profu’ (Pro TV, 2019–2021)[121][122][123][124]

## Anii 2020

### 2020
- Videochat (Pro TV, 2020)[125][126][127]

### 2022
- Stand-Up Revolution (Antena 1, 2022)[128][129][130][131]

- România are Roast (Antena 1, 2022)[132][133][134]

### 2023
- Săriți de pe fix! (Pro TV, 2023–prezent)[135][136][137]

- Bravo, tată! (Antena 1, 2023–2024)[138][139][140][141][142][143]

### 2024
- Brigada Nimic (Pro TV, 2024)[144][145][146][147]

- Scara B (Pro TV, 2024–prezent)[148][149][150][151][152]

### 2025
- Betoane (Voyo - 2025)[153][154][155]

## Vezi și
- Listă de programe de televiziune din România
- Listă de seriale de televiziune românești
- Listă de grupuri umoristice din România
- Listă de telenovele românești